# Comté de Crawford (Iowa)
Pour les articles homonymes, voir Comté de Crawford.
Le comté de Crawford est un comté de l'État de l'Iowa, aux États-Unis. Son chef-lieu est Denison.